# Olie-voor-voedselprogramma
Het olie-voor-voedselprogramma was een door de Verenigde Naties opgestart programma om de bevolking van Irak te voorzien in voedsel en geneesmiddelen nadat het land in chaos verzeild was na de Golfoorlog.
Volgens het programma mocht Irak aardolie verkopen op de internationale markt in ruil voor voedsel, geneesmiddelen en andere basisproducten. Op die manier kon het Iraakse regime van Saddam Hoessein zijn in de oorlog verwoeste militaire installaties niet heropbouwen.
Het olie-voor-voedselprogramma werd in 1995 opgericht bij Resolutie 986 van de VN-Veiligheidsraad en eindigde in 2003, volgend op de Irakoorlog. Vervolgens kwamen grootschalige corruptieschandalen met het programma aan het licht.

## Achtergrond
Op 6 augustus 1990 nam de VN-Veiligheidsraad Resolutie 661 aan die Irak economische sancties oplegde nadat dat land buurland Koeweit was binnengevallen en bezette.
Nadat Irak door een internationale coalitie werd verslagen stuurden de VN in maart 1991 een missie naar Irak die de humanitaire situatie van de bevolking aldaar moest bekijken. Het bleek dat een humanitaire ramp in de maak was met hongersnood en epidemieën.
De VN stelden vervolgens voor Irak toe te laten beperkte hoeveelheden aardolie te verkopen om de noden van haar bevolking te ledigen. De Veiligheidsraad keurde hiertoe de resoluties 706 en resoluties 712 goed maar ze werden door de Iraakse overheid afgewezen.

## De resolutie
Op 14 april 1995 nam de Veiligheidsraad Resolutie 986 aan waarmee het olie-voor-voedselprogramma werd opgericht. Het was een tijdelijke maatregel om de humanitaire noden van de Iraakse bevolking tot het land zou voldoen aan resoluties 687 uit 1991. Die resolutie herhaalde de eerder ingestelde economische sancties en nam Iraks olievoorraden onder controle.
Pas een jaar later ging de Iraakse overheid akkoord en op 20 mei 1996 werd een memorandum van overeenstemming getekend tussen Irak en de VN. Vervolgens werd in december dat jaar de eerste olie in het kader van het programma geëxporteerd. In maart 1997 kwamen de eerste voedselvoorraden in ruil aan.

## Het programma
In het begin werd Irak toegelaten om elk half jaar voor US$ 2 miljard aan olie te verkopen. Twee derde van het geld moest gespendeerd worden aan humanitaire hulp aan de bevolking. In 1998 werd die limiet verhoogd tot US$5,26 miljard. In december 1999 ten slotte werd de limiet opgeheven.
De olie-inkomsten werden als volgt uitgegeven:
- 72% ging naar het humanitaire programma.
- 25% ging naar de opgelegde herstelbetalingen.
- 2,2% ging naar de bekostiging van het programma zelf.
- 0,8% ging naar het wapeninspectieprogramma.

Het totaalbedrag van de inkomsten beliep meer dan US$65 miljard. In ruil werd tot 28 mei 2003 voor US$28 miljard aan goederen geleverd aan Irak, inclusief US$1,6 miljard aan uitrusting voor de olie-industrie. Na 28 mei tot het einde van het programma werd nog eens voor zo'n US$10 miljard geleverd.
Naar schatting 60% van de toen 26 miljoen Irakezen waren afhankelijk van het olie-voor-voedselprogramma om te overleven.
In 2002 werd Resolutie 1409 goedgekeurd door de VN-Veiligheidsraad. Deze introduceerde nieuwe procedures onder welke de contracten van de humanitaire leveringen gecontroleerd en verwerkt werden. De Veiligheidsraad breidde het programma ook uit naar andere sectoren in verband met de infrastructuur van Irak zoals elektriciteit, water en telecommunicatie.

## Het einde
Op 17 maart 2003 kondigde de Secretaris-generaal van de Verenigde Naties de evacuatie van al het VN-personeel in Irak aan, volgend op waarschuwingen van het Verenigd Koninkrijk en de Verenigde Staten over een mogelijke nieuwe oorlog. Die Irakoorlog begon twee dagen later, op 19 maart. Op 28 maart werd met Resolutie 1472 het programma aangepast aan de nieuwe situatie.
Resolutie 1483 van 22 mei hief alle civiele sancties tegen Irak op en nam een aanzet naar de wederopbouw van het land. Ook werd de beëindiging van het olie-voor-voedselprogramma binnen de zes maanden voorzien. De verantwoordelijkheid over de activiteiten van het programma werden aan de bezetters van Irak overgedragen.
Na een periode van uitfasering werd het olie-voor-voedselprogramma officieel stopgezet op 11 november 2003. De activiteiten werden hierna overgenomen door de Voorlopige Autoriteit onder de Coalitie die Irak sinds het einde van de Irakoorlog bestuurde.

## Betrokkenen
Het olie-voor-voedselprogramma werd gecoördineerd door het Kantoor van het Irak-programma en opereerde onafhankelijk van de andere bij de economische sancties betrokken VN-agentschappen.
Er waren negen VN-agentschappen en andere organisaties betrokken bij het programma.
- FAO (voedsel- en landbouw)
- ITU (communicatie)
- WHO (gezondheid)

- WPF (welzijn)
- UN-HABITAT (stedelijke ontwikkeling)
- UNDP (ontwikkelingshulp)

- UNESCO (internat. samenwerking)
- UNICEF (kinderwelzijn)
- UNOPS (projectontwikkeling)

## Corruptie

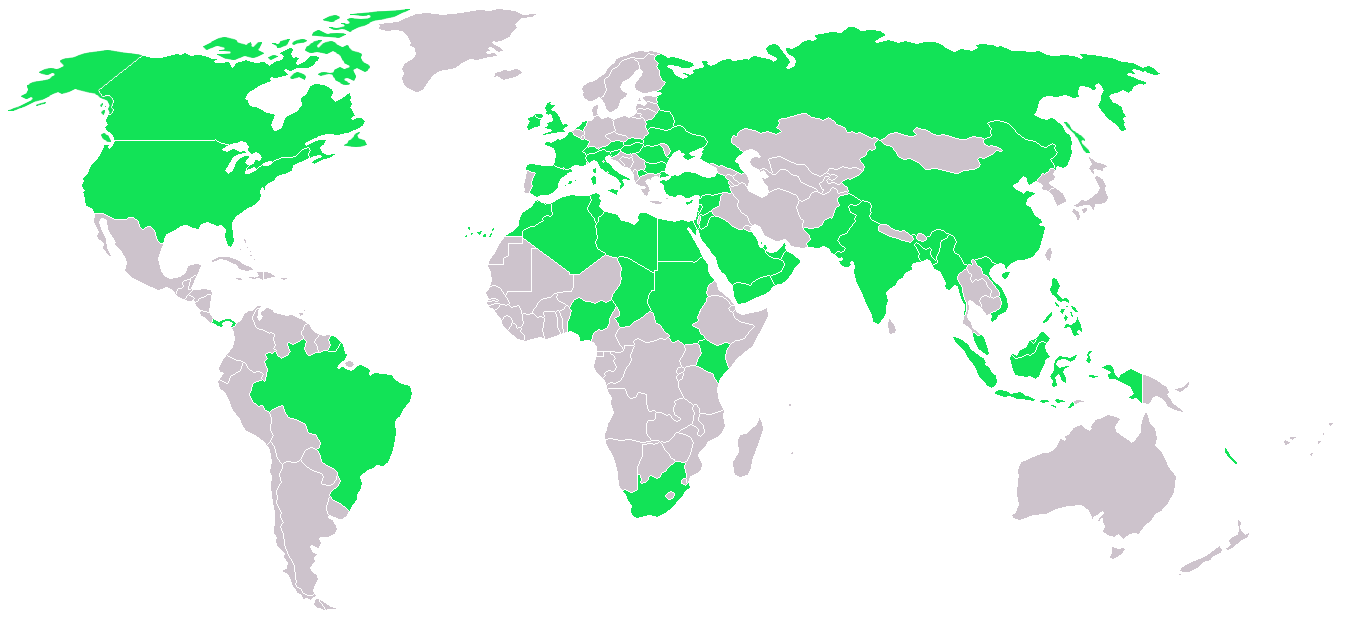
Landen waarin geprofiteerd werd van de corruptie met het olie-voor-voedselprogramma.

Hoewel het olie-voor-voedselprogramma altijd aanleiding tot kritiek was geweest, kwam pas na de opheffing ervan de grootschalige corruptie binnen het programma boven water. Miljoenen dollars van de olie-opbrengst verdwenen in de zakken van Iraakse en VN-functionarissen.
De corruptie zou volgens een Amerikaans onderzoek zo'n US$21 miljard waard geweest zijn.
Volgens een rapport van Paul Volcker van 3 februari 2005 was veel van het verdeelde voedsel ongeschikt voor consumptie geweest en had Benon Sevan, die aan het hoofd van het Kantoor van het Irak-programma had gestaan en onderzoeken naar het programma altijd had tegengehouden, voor zo'n US$160.000 smeergeld ontvangen. Nog in 2005 nam hij ontslag hoewel hij de beschuldigingen ontkende. Ook de zoon van oud-VN-secretaris-generaal Kofi Annan zou bij de fraude betrokken zijn geweest.
Tussen 1999 en 2001 zouden een 2000 bedrijven voor zo'n US$1,8 miljard smeergeld betaald hebben aan het Iraakse regime om contracten in het kader van het programma binnen te halen. Het Belgische gerecht had onderzoeken geopend naar vijftien Belgische bedrijven die hierbij zouden betrokken zijn, waaronder Janssen Pharmaceutica en Atlas Copco. De onderzoeken liepen echter vast bij gebrek aan bewijzen.